# Найленд (Південна Дакота)
Найленд (англ. Nisland) — місто (англ. town) в США, в окрузі Б'ютт штату Південна Дакота. Населення — 206 осіб (2020).

## Географія
Найленд розташований за координатами 44°40′23″ пн. ш. 103°33′14″ зх. д. / 44.67306° пн. ш. 103.55389° зх. д. (44.673047, -103.553842).  За даними Бюро перепису населення США в 2010 році місто мало площу 0,70 км², уся площа — суходіл.

## Демографія
Згідно з переписом 2010 року, у місті мешкали 232 особи в 94 домогосподарствах у складі 62 родин. Густота населення становила 333 особи/км².  Було 114 помешкання (163/км²).
Расовий склад населення:
| - 96,1 % — білих - 0,9 % — чорних або афроамериканців - 0,4 % — корінних американців |

До двох чи більше рас належало 2,6 %. Частка іспаномовних становила 3,0 % від усіх жителів.
За віковим діапазоном населення розподілялося таким чином: 24,6 % — особи молодші 18 років, 58,2 % — особи у віці 18—64 років, 17,2 % — особи у віці 65 років та старші. Медіана віку мешканця становила 43,3 року. На 100 осіб жіночої статі у місті припадало 121,0 чоловіків;  на 100 жінок у віці від 18 років та старших — 118,8 чоловіків також старших 18 років.
Середній дохід на одне домашнє господарство  становив 39 360 доларів США (медіана — 27 361), а середній дохід на одну сім'ю — 41 225 доларів (медіана — 26 250). За межею бідності перебувало 19,7 % осіб, у тому числі 38,6 % дітей у віці до 18 років та 9,4 % осіб у віці 65 років та старших.
Цивільне працевлаштоване населення становило 135 осіб. Основні галузі зайнятості: освіта, охорона здоров'я та соціальна допомога — 27,4 %, мистецтво, розваги та відпочинок — 19,3 %, сільське господарство, лісництво, риболовля — 12,6 %, будівництво — 11,1 %.